# 시모키타반도

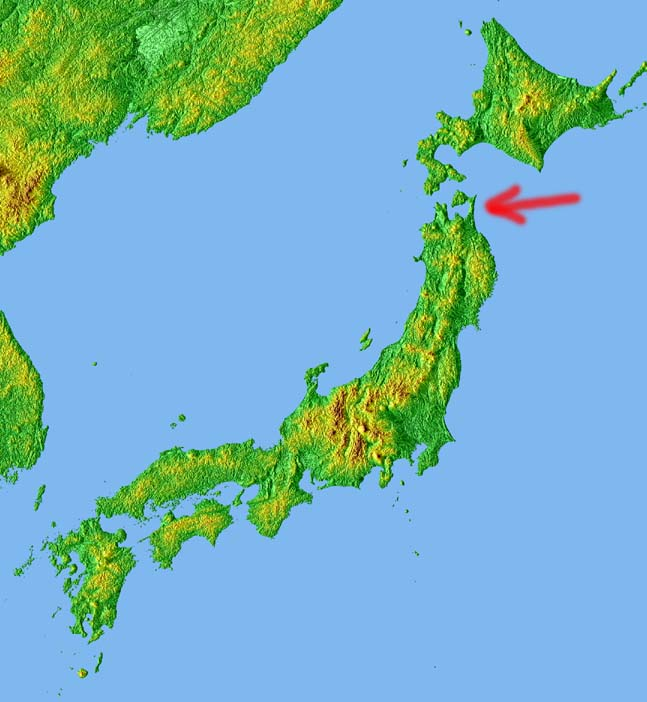
시모키타반도의 위치

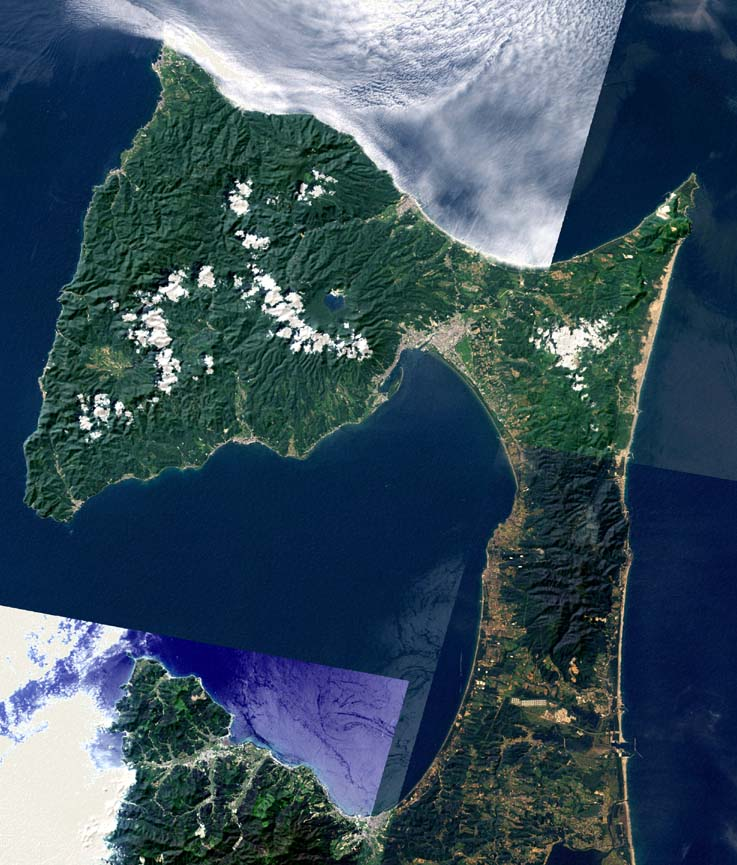
랜드샛 위성 사진

시모키타반도(일본어: 下北半島, しもきたはんとう)는 아오모리현의 북동부에 있는 반도이다. 큰도끼와 비슷해서 "도끼 반도"라고도 한다. 반도 전체가 시모키타반도 국립공원으로 지정되어 있다. 혼슈 최북단의 땅인 오마기(大間崎)나, 일본 3대영지인 오소레산 등이 있다.

## 지리
아오모리현 북동부에 위치한다. 노헤지정부근으로부터 시모키타 구릉이 북쪽을 향해 뻗어 있다.

## 같이 보기
- 시모키타 지방
- 시모키타 참변